# Pułaczów
Pułaczów – wieś w Polsce, położona w województwie świętokrzyskim, w powiecie kieleckim, w gminie Raków.
.
W latach 1975–1998 miejscowość administracyjnie należała do województwa kieleckiego.

## Współczesne części wsi
| SIMC    | Nazwa              | Rodzaj     |
| ------- | ------------------ | ---------- |
| 0266057 | Antoniów           | osada      |
| 0265796 | Górki Radostowskie | przysiółek |
| 0265804 | Skrzynki           | przysiółek |

## Dawne części wsi – obiekty fizjograficzne
W latach 70. XX wieku przyporządkowano i opracowano spis lokalnych części integralnych dla Pułaczowa zawarty w tabeli 1.

| Nazwa wsi – miasta    | Nazwy części wsi – miasta           | Nazwy obiektów fizjograficznych – charakter obiektu |
| --------------------- | ----------------------------------- | --- |
| I. Gromada NIEDŹWIEDŹ |                                     | |
| 1. Pułaczów           | 1. Górki Radostow- skie 2. Skrzynki | 1. Flisirka — las 2. Góra — pole 3. Górki Radostowskie — pole 4. Klin — pole 5. Krzaki — pole 6. Łagowianka — rzeka 7. Niedźwiedzi Las — las 8. Niedźwiedzkie Łąki — łąka 9. Piachy — pole 10. Piaski — pole 11. Pod Kinią — pole 12. Pod Lasem — pole 13. Rupieć — pole 14. Sadzawki — łachy 15. Skrzynki — pole 16. Za Górą — pole |

## Literatura
1. Kaczmarek Leon (red. nauk. zeszytu), Taszycki Witold (red. nauk. wyd.): Urzędowe Nazwy miejscowości i obiektów fizjograficznych. 33. Powiat staszowski województwo kieleckie. Komisja ustalania nazw miejscowości i obiektów fizjograficznych (do użytku służbowego). Z: 33. Warszawa: Urząd Rady Ministrów. Biuro do Spraw Prezydiów Rad Narodowych, 1970. Brak numerów stron w książce